# Владан Гајовић
Владан Гајовић (Никшић, 14. фебруар 1960) српски је позоришни, телевизијски и филмски глумац.

## Биографија
Владан Гајовић је рођен у Никшићу, 14. фебруара 1960. године. Глуму је дипломирао на Факултету драмских уметности у Београду. Стални је члан Народног позоришта од 1. септембра 1985. године.

## Награде и признања
Добитник је следећих награда и признања:
- Глумац вечери у Крушевцу 1996. године.
- Прва награда на фестивалу Позориште једног глумца у Никшићу 1998 и 2000. године.
- Златни ћуран 2000. године.
- Годишња награда Народног позоришта 2005. године.
- Награда Раша Плаовић 2005. године.
- Глумац вечери на Фестивалу Миливоје Живановић у Пожаревцу 2005. године.
- Глумац вечери на Нушићевим данима у Смедереву 2010. године.

## Филмографија
| Год.       | Назив                         | Улога                       |
| ---------- | ----------------------------- | --------------------------- |
| 1980-е     |                               |                             |
| 1989.      | Силе у ваздуху                | Младић                      |
| 1990-е     |                               |                             |
| 1990.      | Народни посланик              | Младен                      |
| 1991.      | Кућа за рушење                | Јеленин муж                 |
| 1991.      | Бољи живот                    | Поштар                      |
| 1993.      | Рај                           | Капетанов помоћник          |
| 1993.      | Електра                       | Егист                       |
| 1993.      | Срећни људи                   | Соњин дечко                 |
| 1994.      | Вечита славина                | Љуба                        |
| 1995.      | Знакови                       |                             |
| 1995.      | Све ће то народ позлатити     | Благојев син                |
| 1995.      | Крај династије Обреновић      | Драгин брат Никола Луњевица |
| 1996.      | Горе-Доле                     |                             |
| 1998.      | Не мирише више цвеће          | Груја                       |
| 1998.      | Зла жена                      | Стеван                      |
| 1999.      | Код мале сирене               |                             |
| 2000-е     |                               |                             |
| 2002.      | Хотел са 7 звездица           | Лабуд                       |
| 2004.      | О штетности дувана            |                             |
| 2004.      | Трагом Карађорђа              | Буљубаша Живан              |
| 2004.      | Стижу долари                  | Рецепционер                 |
| 2004.      | Сиви камион црвене боје       | Крцо                        |
| 2006.      | Синовци                       | Вукашин                     |
| 2007.      | Принц од папира               | Полицајац                   |
| 2008.      | Последња аудијенција          | Министар Јеврем Андоновић   |
| 2009.      | Рањени орао                   | Томов пријатељ              |
| 2008−2009. | Горки плодови                 | Зоран                       |
| 2009.      | Кад на врби роди грожђе       | Жељо                        |
| 2010-е     |                               |                             |
| 2010.      | Бела лађа                     |                             |
| 2011−2012. | Цват липе на Балкану          | Петко                       |
| 2020-е     |                               |                             |
| 2021−2022. | Камионџије д. о. о.           | пијанац Раша                |
| 2021.      | Александар од Југославије     | војвода Петар Бојовић       |
| 2021.      | Бележница професора Мишковића | Агент Живота                |
| 2021–2022. | Бранилац (серија)             | Драган Јовановић / Ђуро     |
| 2021.      | Феликс                        | Миле Ливада                 |
| 2022.      | Убице мог оца                 | Миле Јаковљевић             |
| 2023.      | Кошаре                        |                             |
| 2023.      | Пад                           | професор глуме              |
| 2023.      | Вера                          | немачки генерал Паул Бадер  |
| 2023.      | Сети ме се                    |                             |
| 2024.      | Руски конзул                  | Матичар                     |